# A WONDERFUL TIME
『A WONDERFUL TIME』（ア・ワンダフル・タイム）は、日本の歌手である沢田研二の17作目となるオリジナルアルバム。
1982年6月1日にポリドール （現ユニバーサルミュージック）からLP盤でリリースされた。
その後CD化され、1991年と1996年に東芝EMIから、また2005年にはユニバーサルミュージックから再リリースされている。

## 解説
前作に引き続き、全編にEXOTICSを従えたアルバム。音楽性も前作の延長線上にある、ロックンロール色の強い作品。楽曲制作陣には、当時まだデビュー前の大沢誉志幸の楽曲を大きく取り上げており、先行シングルとなった「"おまえにチェックイン"」も大沢の作品。大沢はこの時期、沢田以外のミュージシャンにも楽曲を多数提供しており「デビュー前に百万枚売った男」と言われた。他に作詞は三浦徳子のほか、初共演の売野雅勇、大沢が在籍したクラウディ・スカイの元メンバー柳川英巳と木下恵介を迎え、作曲では大沢、加瀬邦彦、伊藤銀次の他に初共演のNOBODY、佐藤健を迎えている。また、佐野元春が1曲のみ作詞、作曲を手がけている。編曲は伊藤、後藤次利とEXOTICSの吉田建。

## 収録曲
1. "おまえにチェックイン"
  - 作詞:柳川英巳／作曲:大沢誉志幸／編曲:伊藤銀次
2. PAPER DREAM
  - 作詞:売野雅勇／作曲:NOBODY／編曲:吉田建
3. STOP WEDDING BELL
  - 作詞:木下恵介／作曲:大沢誉志幸／編曲:伊藤銀次
4. WHY OH WHY
  - 作詞・作曲:佐野元春／編曲:伊藤銀次
5. A WONDERFUL TIME
  - 作詞:三浦徳子／作曲:佐藤健／編曲:後藤次利
6. WE BEGAN TO START
  - 作詞:柳川英巳／作曲:大沢誉志幸／編曲:吉田建
7. 氷づめのHONEY
  - 作詞・作曲:沢田研二／編曲:後藤次利
8. ZOKKON
  - 作詞・作曲:沢田研二／編曲:後藤次利

「"おまえにチェックイン"」のB面曲。
9. パフューム
  - 作詞:三浦徳子／作曲:加瀬邦彦／編曲:後藤次利
10. 素肌に星を散りばめて
  - 作詞:売野雅勇／作曲・編曲:伊藤銀次